# John Archibald Wheeler

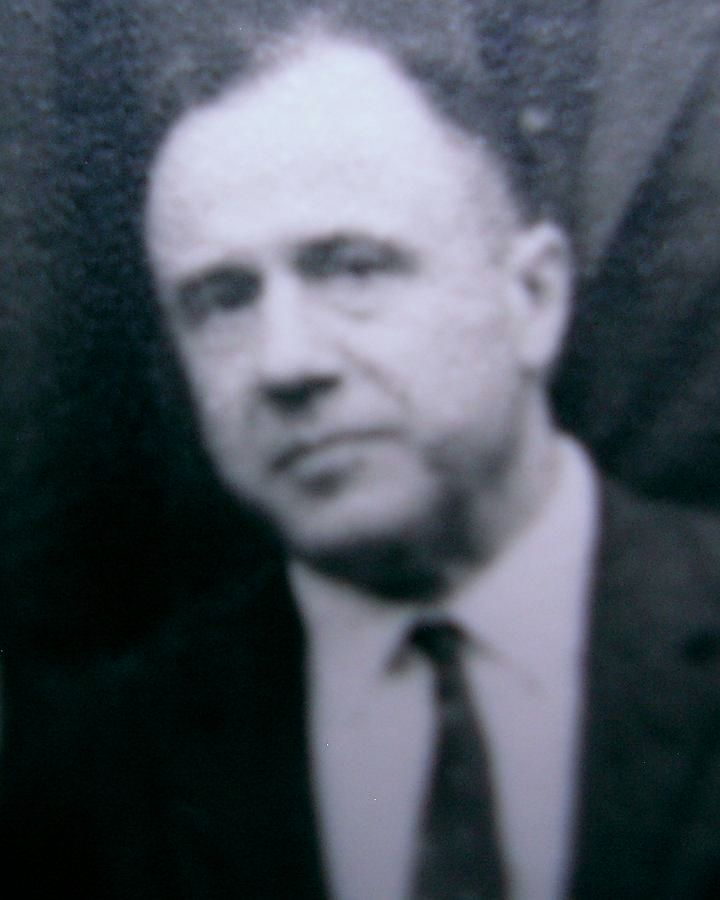
John Archibald Wheeler (1963)

John Archibald Wheeler (* 9. Juli 1911 in Jacksonville, Florida; † 13. April 2008 in Hightstown, New Jersey) war ein US-amerikanischer theoretischer Physiker und zuletzt emeritierter Professor an der Princeton University.

## Leben
John Archibald Wheeler wuchs in einem unitarischen Elternhaus auf, wo sein frühes Interesse an den Naturwissenschaften besonders gefördert wurde. Er wurde 1933 an der Johns Hopkins University bei Karl Ferdinand Herzfeld promoviert. In einer in der Zeitschrift Physical Review veröffentlichten Arbeit aus dem Jahr 1937 führte er die S-Matrix in die Kernphysik ein. Im Jahr 1939 stellte er gemeinsam mit Niels Bohr die Theorie der Kernspaltung mittels Tröpfchenmodell auf. Im Jahr zuvor war Wheeler Professor an der Universität Princeton geworden, wo er bis 1976 blieb, als er eine Professur an der University of Texas at Austin annahm. Sein Büro in Princeton behielt er weiterhin. Wheeler war wohl einer der Letzten, die Albert Einstein, Niels Bohr und andere Größen der Gründungszeit der Quantenmechanik persönlich kannten.
John A. Wheeler war verheiratet und hatte drei Kinder.

## Wirken
Wheeler widmete sich intensiv der Lehre und war darin sehr erfolgreich. So besuchte er etwa mit seinen erstsemestrigen Studenten Albert Einstein am nahen Institute for Advanced Study. Unter seinen damaligen Studenten befanden sich heute bekannte theoretische Physiker wie etwa der Gravitationsphysiker John R. Klauder sowie die Nobelpreisträger Kip Thorne und Richard Feynman. Mit Feynman erarbeitete er 1941 eine Neuformulierung der klassischen Elektrodynamik. Während des Zweiten Weltkriegs arbeitete Wheeler am Manhattan-Projekt in Hanford, wo Plutonium-Produktionsreaktoren betrieben wurden.
Im Januar 1953 ließ er während einer Zugfahrt von Princeton nach Washington geheime Unterlagen, in denen der Zündmechanismus der Wasserstoffbombe beschrieben war, auf der Zugtoilette liegen. Der Verbleib des Dokumentes ist bis heute ungeklärt, Wheeler blieb wegen seiner Bedeutung für das Projekt straffrei.
An frühen Versuchen, die Wasserstoffbombe zu bauen, war Wheeler als Leiter des Projekt Matterhorn B ebenfalls beteiligt. Das Projekt war in zwei Abteilungen geteilt, wobei sich die erste mit der kontrollierten Kernfusion für zivile Zwecke befasste und unter der Leitung von Lyman Spitzer den Fusionsreaktor Stellerator entwickelte. Diese Abteilung wurde später das bekannte Princeton Plasma Physics Laboratory (PPPL). Die Wheeler-Abteilung beschäftigte sich mit theoretischen Berechnungen für o. g. militärische Zwecke bis ca. 1954. Ab diesem Zeitpunkt beschäftigte sich Wheeler mit Gravitation und anderen Studienobjekten, z. B. mit Kenneth Ford untersuchte er die halbklassische Näherung in der Streutheorie.
In den 1950er und 1960er Jahren entwickelte Wheeler die sogenannte Quantengeometrodynamik. Darunter versteht er eine Weiterentwicklung der allgemeinen Relativitätstheorie (ART), die nicht nur wie bei Einstein die Gravitation, sondern auch die anderen Wechselwirkungen wie den Elektromagnetismus durch die Geometrie gekrümmter Raumzeiten beschreiben will. Sie scheiterte jedoch daran, dass sie wichtige physikalische Erscheinungen wie etwa die Existenz von Fermionen nicht erklären konnte und auch nicht wie erhofft Gravitations-Singularitäten vermeiden konnte. Eine solche Geometrisierung nicht nur der Gravitation, sondern auch der anderen fundamentalen Wechselwirkungen – die heute durch Eichtheorien beschrieben werden – ist bis heute nicht gelungen, und um eine Quantentheorie der Gravitation wird bis heute gerungen.

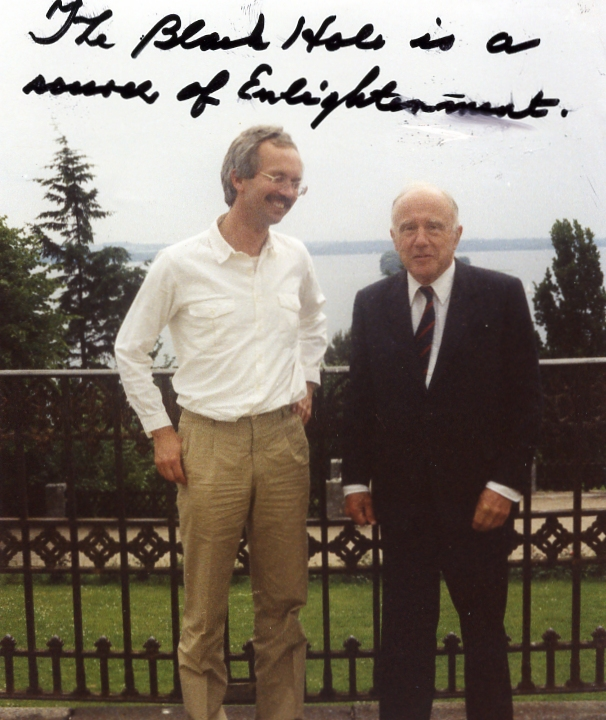
Eckehard W. Mielke (links) mit John Archibald Wheeler (rechts) anlässlich der Konferenz zum 100. Geburtstag von Hermann Weyl in Kiel 1985, im Hintergrund der Plöner See

Als Ansatz für die Quantentheorie der Gravitation führte er mit Bryce DeWitt die Wheeler-DeWitt-Gleichung als eine Wellenfunktion des gesamten Universums ein. Ende der 1960er und Anfang der 1970er Jahre spielte er eine wichtige Rolle in der sich damals stürmisch entwickelnden Theorie Schwarzer Löcher, denen er sogar 1967 diesen Namen verlieh. Auch der Name für das no hair theorem, im Deutschen manchmal auch Glatzensatz genannt, stammt von ihm („Ein Schwarzes Loch hat keine Haare“). Wheeler prägte auch den Begriff „Wurmlöcher“ für hantelartige Brücken in der Raumzeit. Im Jahr 1973 veröffentlichte er mit Misner und Thorne das umfangreiche und pädagogisch wohldurchdachte Lehrbuch Gravitation. Wheeler interessierte sich auch für die Interpretation der Quantenmechanik und unterstützte vorübergehend die „Viele-Welten-Interpretation“ seines Schülers Hugh Everett aus dem Jahr 1955, bevor er sich von ihr distanzierte.

## Preise und Mitgliedschaften
1968 erhielt er den Enrico-Fermi-Preis, 1971 die National Medal of Science, 1982 die Niels Bohr International Gold Medal, 1983 die Oersted Medal, 1984 den J. Robert Oppenheimer Memorial Prize, 1996/97 den Wolf-Preis in Physik und 2003 den Einstein-Preis.
1952 wurde er in die National Academy of Sciences und 1954 in die American Academy of Arts and Sciences gewählt. Er war Mitglied der Königlich Dänischen Akademie der Wissenschaften (1971) und Fellow der Royal Society (1995). Die American Philosophical Society, deren Mitglied er war, zeichnete ihn 1989 mit ihrer Benjamin Franklin Medal aus. Er war achtzehnfacher Ehrendoktor.
Der Asteroid (31555) Wheeler ist nach ihm benannt.

## Die „wirklich großen Fragen“ an die Natur
John Archibald Wheeler formulierte aus seiner unitarischen Grundhaltung heraus fünf grundlegende Fragen, die über die Physik hinausreichen und die er als „wirklich große Fragen“ (really big questions) bezeichnete:
1. Wie kommt es zu dem, was existiert? (How come existence?)
2. Warum gibt es Quanten? (Why the quantum?)
3. Haben wir teil am Universum? (A participatory universe?)
4. Was führt zur Bedeutung? (What makes meaning?)
5. Besteht das Seiende aus Information? (It from bit?)

## Werke
- Mit Kenneth Ford: Geons, black holes, and quantum foam – a life in physics. Norton, New York / London 1998, ISBN 0-393-04642-7 (Autobiographie).
- Mit Charles W. Misner und Kip S. Thorne: Gravitation. W. H. Freeman and Company, San Francisco 1973, ISBN 0-7167-0334-3.
- Mit Edwin F. Taylor: Spacetime Physics. W. H. Freeman and Company, San Francisco 1963/1966, ISBN 0-7167-0336-X.
- Mit Edwin F. Taylor: Exploring Black Holes – Introduction to General Relativity. Addison-Wesley Longman, San Francisco 2000, ISBN 0-201-38423-X.
- At home in the universe. AIP Press, Woodbury NY 1994, ISBN 0-88318-862-7.
- Frontiers of time. North-Holland, Amsterdam 1979 (Enrico Fermi Kurs), ISBN 0-444-85285-9.
- Mit Martin J. Rees und Remo Ruffini: Black holes, gravitational waves and cosmology – an introduction to current research. Gordon and Breach, New York / London 1976, ISBN 0-677-04580-8.
- Einsteins Vision – wie steht es heute mit Einsteins Vision, alles als Geometrie aufzufassen? Springer, Berlin/Heidelberg 1968.
- Geometrodynamics. 1962 (reprint Band, u. a. „Geons“, Physical Review 1955).
- Geometrodynamics and the issue of the final state. In: de Witt (Hrsg.): Relativity, groups and topology. Les Houches Lectures, 1963.
- Superspace and the nature of geometrodynamics. In: Cecile M. De Witt, John A. Wheeler (Hrsg.): Relativity, groups and topology – Battelle rencontres 1967. Seattle Center, 16 July to 31 August 1967. W. A. Benjamin, New York / Amsterdam 1968.
- Mit Remo Ruffini: Introducing the black hole. Physics Today, Januar 1971.
- Beyond the black hole. In: Woolf (Hrsg.): Some strangeness in proportion. Einstein centennary volume. 1980.
- Law without law. In: Wheeler und Zurek (Hrsg.): Quantum theory of measurement. 1983.

Hier gibt Wheeler seiner Bewunderung für Hermann Weyl Ausdruck:
John Archibald Wheeler, Hermann Weyl and the Unity of Knowledge. In: Wolfgang Deppert, Kurt Hübner, Arnold Oberschelp, Volker Weidemann (Hrsg.): Exact Sciences and their philosophical Foundations/Exakte Wissenschaften und ihre philosophische Grundlegung, Vorträge des Internationalen Hermann-Weyl-Kongresses. Kiel 1985, Peter Lang Verlag, Frankfurt/Main 1988, ISBN 3-8204-9328-X, S. 469–503. Zuerst in American Scientist, Juli 1986.
Seine Erinnerungen an Einstein veröffentlichte Wheeler in: Aichelburg und Sexl (Hrsg.): Albert Einstein. 1979, und in den Physikalischen Blättern aus demselben Jahr.

## Zitate
„Wheelers First Moral Principle: Never make a calculation before you know the answer. Make an estimate before every calculation, try a simple physical argument (symmetry, invariance, conservation).“

„Wheelers erste Goldene Regel: Stelle nie eine Berechnung an, deren Ergebnis du nicht kennst. Mach vor jeder Berechnung eine Abschätzung mit einfachen physikalischen Argumenten (Symmetrie, Invarianz, Erhaltungssätze).“